# Uthukkottai
Uthukkottai es una ciudad y nagar Panchayat situada en el distrito de Tiruvallur en el estado de Tamil Nadu (India). Su población es de 12740 habitantes (2011). Se encuentra a 38 km de Tiruvallur y a 61 km de Chennai.

## Demografía
Según el censo de 2011 la población de Uthukkottai era de 12740 habitantes, de los cuales 6260 eran hombres y 6480 eran mujeres. Uthukkottai tiene una tasa media de alfabetización del 78,98%, inferior a la media estatal del 80,09%: la alfabetización masculina es del 86,55%, y la alfabetización femenina del 71,76%.